# Качинский, Владимир Максимович
Влади́мир Макси́мович Качи́нский (укр. Володимир Максимович Качинський, настоящая фамилия Оре́шин; 11 июля 1885, Севастополь, Таврическая губерния — 15 октября 1937, Киев) — украинский политический деятель эсеровского и коммунистического толка, член Всероссийского Учредительного собрания, член ВУЦИК.

## Биография
Родился в семье мелкого крымского садовода-виноградаря (в анкетах «из мещан»). Окончил народную школу и реальное училище в Севастополе. Подрабатывал службой в конторе военно-морских мастерских в порту. За год до окончания училища был исключён за участие в маёвке портовых рабочих. Однако сдал экзамены экстерном и в 1903—1905 годах учился в Новороссийском университете (Одесса) на естественно-математическом факультете.
В начале 20 века принимал активное участие в работе партии эсеров, состоял членом Южно-Русского комитета ПСР, вёл партийную работу в Ростове-на-Дону, Харькове, Петрограде, Туркестане, находился в эмиграции во Франции и в Италии. Став профессиональным революционером, неоднократно подвергался репрессиям. В общей сложности привлекался к дознаниям 7 раз, провёл в тюрьмах около 5 лет и ещё несколько лет в ссылке.
С революцией 1905 года в Москве прервалась его учёба в Петровско-Разумовской сельскохозяйственной академии. За участие в революционных событиях был осуждён судебной палатой города Харьков на 1 год заключения в крепости в 1906 году.
В 1909 году арестован в Харькове и сослан в Архангельскую губернию. В 1910 году подал прошение о помиловании («порвал с революцией»), освобождён в 1912 году. Журналист газеты «Тамбовские отклики».
В годы Первой мировой войны стоял на интернационалистских антивоенных позициях, входил в редакцию существовавшего при Технической секции Общества народных университетов в Воронеже левонароднического журнала «Запросы жизни». В конце 1916 года участвовал в инициативной группе левых народников, выступавших за созыв партийного съезда.
В 1917 году — председатель Харьковского городского и областного комитетов ПСР, делегат III съезда ПСР, редактор газеты «Земля и воля», член редколлегии журнала «Наш путь», товарищ председателя Харьковского губернского совета крестьянских депутатов, делегат II Всероссийского съезда КД, член Исполкома Всероссийского Совета КД. В октябре 1917 года — член Харьковского военно-революционного комитета.
С расколом эсеровской партии избран членом ЦК ПЛСР на I съезде последней. Избран в левоэсеровский Исполком ВСКД 2-го созыва, затем — в объединённый ВЦИК; 18 ноября избран в состав бюро левоэсеровской фракции ВЦИК. 21 ноября 1917 года на первом заседании коллегии Наркомзема вошёл в состав комиссии по выработке инструкций земельным комитетам, участвовал в разработке Основного закона о социализации земли. Избранный член Всероссийского учредительного собрания, участвовал в заседании 5 января 1918 года.
В 1918 году стал одним из лидеров украинских левых эсеров (борьбистов), их ведущим теоретиком по аграрному вопросу, членом ЦИК Украины. На 2-м Всеукраинском съезде Советов избирался членом президиума. Делегат 4-го Чрезвычайного съезда Советов от Харьковского губернского съезда, входил в состав фракционного бюро.
В апреле 1918 года включен кандидатом в члены «Повстанческой девятки». С осени — член ЦК УПЛСР; был избран председателем Всеукраинского Ревкома, за что подвергся аресту режимом гетмана Скоропадского в Полтаве. После раскола в УПЛСР в марте 1919 года на II съезде вошёл в состав Центрального оргбюро (ЦОБ) меньшинства, в мае избран членом образованного тем ЦК УПЛСР (борьбистов). Вместе с С. Д. Мстиславским редактировал «орган революционного социализма» журнал «Борьба» (откуда название партии), был лектором партийной школы при Секретариате ЦК. Позже входил в состав Политбюро ЦК УПЛСР(б), был секретарём президиума Экономического бюро ЦК и членом секции по организации труда и промышленности. Также был членом Всеукраинского ревкома.
В 1920 году в Сочинской организации РКП(б) оформил переход в компартию; в итоге, зачислен в состав КП(б)У (согласно постановлению Оргбюро ЦК КП(б)У от 7 сентября 1922 года зачислен весь его подпольный стаж).
Затем находился на партийной и советской, в частности на земледельческой и кооперативной, работе в Одессе, Харькове, Москве, Киеве. Параллельно писал статьи и книги: публиковался в органе ЦК КП(б)У — газете «Коммунист» (Харьков), в 1922 году издал двухтомные «Очерки аграрной революции на Украине».
В 1920 году получил пост заместителя наркома земледелия. Избирался членом ВУЦИК. В 1925—1926 годах — председатель исполнительного комитета Херсонского окружного совета. С июня 1926 — председатель плановой комиссии Наркомзема УССР, затем вновь занял пост заместителя наркома (1928—1930). В январе 1929 года был утверждён членом президиума Всесоюзного переселенческого комитета.
В 1931—1932 годах — председатель городского совета в городе Кривой Рог. С марта 1932 по 1933 год — председатель Киевской областной плановой комиссии и заместитель председателя исполнительного комитета Киевского областного совета.
Весной 1933 года переехал в Харьков, где занял должность заместителя уполномоченного Народного комиссариата зерновых и животноводческих совхозов СССР по Украинской ССР.
Весной 1934 года назначен заместителем председателя Госплана УССР, где и работал в последние годы перед арестом.
24 августа 1937 года арестован за принадлежность к «антисоветской право-троцкистской организации на Украине».
Военная коллегия Верховного суда СССР 14 октября 1937 года приговорила его к высшей мере наказания — расстрелу с конфискацией всего имущества.

## Сочинения
- Качинський В. Селянський рух на Україні в роки 1905—1907 / В. Качинський. — Х., 1927. — 231 с.
- Качинський В. Ленін і аграрне питання / В. Качинський. — Х., 1925.
- Качинский В. Социализация сельского хозяйства на Украине / В. Качинский. — Киев, 1919. — 29 с.
- Качинский В. Очерки аграрной революции на Украине / В. Качинский. — Х., 1923. — 52 с.
- Качинський В. За масову колективізацію / В. Качинський. — Х., 1930. — 24 с.